# Sabeen Mahmud
Sabeen Mahmud ou Sabeen Mehmud, (en Ourdou : صبین محمود), née le 20 juin 1975, est une militante pakistanaise des droits de l'homme. Elle a été assassinée à Karachi le 24 avril 2015,,.

## Biographie
Mme Mahmud voulait lutter contre la discrimination et l'injustice, déclarant que son rêve le plus cher était de changer le monde positivement via internet. Elle a fondé PeaceNiche, une organisation qui offre une plate-forme d'action collective.
Elle fut assassinée peu de temps après avoir organisé un événement dans son café The Second Floor, au sujet des graves atteintes aux droits humains largement attribuées à l'armée pakistanaise, et à la milice associée, dans la province du Baloutchistan. L’événement devait initialement se dérouler à l'université Lahore University of Management Sciences (LUMS), mais des pressions du gouvernement l'ont fait annuler.
Sabeen a été tuée par balles par deux hommes descendus de leur moto pour la sortir de son véhicule, à un feu rouge. La police expliqua par la suite qu'il n'y avait pas de caméra à ce feu de circulation. L'identité des deux hommes reste donc un mystère. 
L'épisode 1, de la saison 1 de Her Story, dirigée par Sydney Freeland, lui est dédié.